# Феодор из Кирены (философ)
Эта статья о философе Феодоре из Кирены, о математике Феодоре из Кирены см. Феодор из Кирены (математик)
Феодор из Кирены, также Феодор-Атеист (др.-греч. Θεόδωρος; ок. 340 г. до н. э. — ок. 250 г. до н. э.) — древнегреческий философ киренской школы. Датировка жизни философа опирается на «Хроники» Евсевия Кесарийского, где его деятельность соотнесена с 4-м годом 117-й Олимпианы, то есть 309 г. до н. э. Остальные доксографические сведения о Феодоре обладают низкой достоверностью. Считается, что родился философ в городе Кирены, откуда был вынужден уехать в Афины, где и примкнул к киренаикам. Диоген Лаэртский и словарь «Суда» сообщают, что Феодор также обучался у стоика Зенона Китийского, софиста Брисона Гераклейского и диалектика Дионисия Халкидонского, а также скептика Пиррона. Внушительный список, но современные историки считают достоверным лишь обучение у Пиррона, на что указывает наличие некоторых схожих идей философов. Учение киренаиков Феодор изучал либо у Аристиппа-младшего, как считал Диоген Лаэрсткий, либо у Аннекерида, на что указываем сам Диоген, ссылаясь на мнение Антисфена в «Преемствах философов».
Диоген Лаэртский указывает, что Феодор был вынужден уехать из Афин после того, как предстал перед ареопагом за «нечестие» (ἀσέβεια), но не сообщает подробностей. Амфикрат в книге «О знаменитых людях» пишет, что его осудили к отравлению цикутой, но это недостоверно, и Диоген указывает, что Деметрий Фалерский помог ему избежать суда. Возможно, версия о цикуте берёт начало а «Антологии» Стобея, который пишет о смелом ответе философа на угрозу предать его смерти за дерзкие речи: «Воистину возвеличишься ты, царь, сравнявшись силой с цикутой».
Перед смертью философ вернулся в его родной город Кирену, где пользовался покровительством царя Магаса.
Согласно Диогену Лаэртскому, Феодор основал целое направление в философии, но в истории осталось имя лишь одного ученика философа, Биона Борисфенита. Однако тот не был убеждённым киренаиком, эклектически сочетая также элементы учений киников и софистов, в том числе и в образе жизни.

## Философия и этика Феодора
Феодор был основателем ответвления школы киренаиков, названного по его имени Феодоровцы (др.-греч. Θεοδώρειοι). Как и все киренаики, Феодор считал, что в науках и логике пользы нет, и что «достаточно постичь смысл добра и зла, чтобы говорить хорошо, и не ведать суеверий, и быть свободным от страха смерти» (Diog. Laert. II 92). Однако если Аристипп и другие считали высшими добром и злом удовольствие (ἡδονή) и боль (πόνος), то у Феодора на этом месте стоят радость (χαρά) и горе (λύπη) (Diog. Laert. II 98). На этот аспект обращали внимание ещё Е. Целлер и К. фон Фриц, в современности этим вопросом занимался М. Виньярчик. Он считает, что Феодор был озабочен отсутствием контроля над телесными ощущениями, обусловленными внешними событиями, поэтому он и заменил в философии телесные ощущения на концепции, зависимые от личного разумения. Таким образом философ повысил степень свободы возможностей достижения счастья. Виньярчик предположил, что Феодор стремился к самодостаточности (αὐτάρκεια) и соответствующей внутренней свободе (ἐλευθερία). Однако источники, в которых он упоминает о свободе, неизвестны, поэтому гипотеза как минимум слабо обоснована.
Высшее благо у Феодора зависит от справедливости и разумения. Такая модификация учения киренаиков — не что-то совсем новое: эти понятия и ранее присутствовали в их философии, просто были на роли инструментария: разумение считалось благом, но не само по себе, а как следствие его применения (Diog. Laert. II 91). Феодор же связал высшее благо с разумением (и зло — с неразумением) напрямую. То есть, если изначально киренаики считали, что неразумным также можно наслаждаться, хотя и в меньшей степени, то Феодор учил, что радость в принципе невозможна без разумения, а несчастие происходит от неведения. 
Анникерид также учитывал существование не только телесных, но и психологических наслаждений, но Феодор развил концепцию далее. Если Анникерид указывал на наличие удовольствия от отношения к другим людям, таким, как дружба, то Феодор «переключил» философию на рассуждение (φρόνησις). Радость (χαρά) достигается «правильным разумением», и обладатель такового может противостоять негативным внешним воздействиям, которые будут для него мало значимы (Diog. Laert. II 98). Целью жизни, согласно Феодору, являются не отдельные приятные ощущения, а общее радостное настроение. Удовольствия же и страдания — это не благо и зло, а нечто среднее и неопределённое (μέσα), что без разумения не составляется само по себе ни счастья, ни несчастья. Таким образом, вместо сиюминутной жизнерадостности и чувственности философии Аристиппа, предлагается принцип освобождения как от удовольствий, так и от страданий посредством рассудочной деятельности. Такая позиция, с одной стороны, отрицает гедонизм, но с другой — именно правильное разумение служит философу в плане наилучшего устройства своей жизни. По сути в этом вопросе Феодор солидарен с Эпикуром. 
В плане этики Феодор доводит независимость от общественного мнения до крайностей. Мудрец не имеет отчества, он космополит; не имеет друзей и рассматривает дружбу лишь как взаимную выгоду, а сам по себе ни в ком не нуждается. Ортодоксальная позиция киренаиков, но философ идёт дальше: законам надо повиноваться, лишь если это выгодно. Мораль — это лишь средство для «обуздания толпы», и следовать надо своим эгоцентрическим побуждениям. Можно делать что угодно: красть, прелюбодействовать, святотатствовать, если к этому имеется природная склонность (Diog. Laert. II 98-99). 

Наиболее полное сохранившееся свидетельство аморализма Феодора — у Епифания Кипрского, который связывает его с безбожием философа: 
«Феодор, прозванный атеистом, утверждал, что слова о боге — пустословие, ибо он думал, что божества (θεῖον) нет и ради этого убеждал всех красть, нарушать клятву, грабить и не умирать за Отечество; он говорил, что одно для всех отечество — мир; говорил, что только счастливый хорош, но что несчастного должно избегать, хотя бы он был и мудрец, и что неразумного и непокорного должно считать богачом» (Epiph. Adv. haer. III 2)
Феодор написал книгу «О богах» (др.-греч. Περὶ Θεῶν), которую, по свидетельству Диогена Лаэртского использовал Эпикур в качестве источника для многих своих положений и аргументов(Diog. Laert. II, 97-98). Т. Гомперц считал на основании этого, что «Феодор оспаривал веру в провидение и в отдельные случаи божественного вмешательства», но, по-видимому, он спроецировал мнение Эпикура на взгляды киренаика, поскольку источников, подтверждающих критику провидения Феодором, не известно.
В словаре «Суда» сказано, что Феодор написал много книг о своей философии и о других предметах, однако они не сохранились. Кроме того, авторство часто сомнительно. Диоген Лаэртский пишет о двадцати известных ему Феодорах, так что путаница не удивительна. Современные историки считают, что приписываемый Феодору текст «О школах» (или «О предпочтениях») (Diog. Laert. II 65) принадлежит стоику Феодору, поскольку направлен против гедонизма в целом как философии. Сочинение «Против Эпикура» (Diog. Laert. X 5), вероятно, написал не киренаик, а некий другой Феодор.
Феодор был известен своим остроумием и умением аргументации в споре, хотя и использовал софистические приёмы (что в то время было нормой). Его выделял в этом плане Плутарх (Plut. Phocion 38), сохранилось несколько историй о полемике с мегариком Стильпоном (Diog. Laert. II 100, 116) и с киниками — Метроклом (Diog. Laert. II 102) и Гиппархией (Diog. Laert. VI 97-98), причём в последнем случае он проиграл.

## Отношение Феодора к религии
Киренаики были атеистами-скептиками: они не верили в отсутствие богов, а указывали на невозможность познать, существуют ли боги на самом деле. Таким образом, любые религиозные действия и отношения не имеют смысла. Если агностик, утверждая невозможности достоверного познания, может принять решение о вере в бога/богов, то киренаики отрицали смысл любой формы религиозности. Поэтому особого внимания этому вопросу они не уделяли. 
Феодор же, в отличие от других киренаиков, получил известность именно благодаря своей приверженности атеизму. Писатели древности обычно его обозначали Atheus (др.-греч. ἄθεος, «безбожник»), что упоминают Цицерон, Диоген Лаэртский,Псевдо-Плутарх, Секст Эмпирик и некоторые христианские авторы. 
Согласно Диогену Лаэртскому, он «совершенно отвергал все мнения о богах» (Diog. Laert. II 97), считал их человеческой выдумкой, открыто насмехался над ними (Diog. Laert. II 116), а также их служителями (Diog. Laert. II 101). Вероятно, именно это насмешливое отношение к мифологии и народным верованиям заимствовал у него Эпикур, который, однако, верил в реально существование богов. Феодор же «отодвинул в сторону» религию: ничто не должно препятствовать получению удовольствий, да и разумение не приложимо к религиям, поскольку те основаны на вере. Цицерон особо указывает, что Феодор отрицает не только суеверия, но и благочестивое поклонение богам (ND I, 118). 
Как и Диагор, Феодор скептически относился и к похоронным ритуалам. Когда Лисимах угорожал философу смертью, тот ответил, что ему безразлично, как он умрёт и что потом будет с телом, поскольку каждый народ имеет своё представлением о правильном погребении. 
Каких-либо достоверных сведений об аргументации Феодора по отношению к религии и богам не сохранилось. 

Кроме прозвища «Безбожник», Феодору дали другое — «Бог», основанное на его имени: Θεόδωρος имеет происхождение от θεός. 
Прозвище «Бог» он получил, по-видимому, после того, как Стильпон спросил его: «Скажи, Феодор, что в твоем имени, то ведь и в тебе?». Феодор согласился. «Но ведь в имени твоем бог?». Феодор и на это согласился. «Стало быть, ты и есть бог». Феодор и это принял без спора, но Стильпон, расхохотавшись, сказал: «Негодник ты этакий, да ведь с таким рассуждением ты себя признаешь хоть галкой, хоть чем угодно!» (Diog. Laert. II 100).
Интересно, что (как и Диагор и Эвгемер) Феодора хвалил Климент Александрийский за критику язычества: «Удивляюсь я, каким это образом прозвали “безбожниками” Эвгемера Акрагантского, Никанора Кипрского, Гиппона, Диагора из Мелоса, Феодора из Кирены и многих других, которые в жизни отличались целомудрием и проницательнее прочих людей разглядели заблуждение [язычников] относительно богов» (Protrept. 24).

## Высказывания
- Однажды иерофанту Евриклиду Феодор задал вопрос: «Что делают осквернители мистерий?». «Они разглашают таинства непосвященным», — ответил Евриклид. «Так, стало быть, ты сам осквернитель мистерий, — сказал Феодор, — потому что ты раскрываешь их непосвященным» (Diog. Laert. II  101).
- Послушав его вольные речи, Лисимах сказал: «Скажи, Феодор, не тебя ли это выгнали афиняне?» — «Ты не ошибся, — ответил Феодор. — Афины не могли меня вынести и извергли, как Семела Диониса». … Присутствовавший при этом Митра, домоправитель Лисимаха, сказал: «Как видно, ты не признаешь не только богов, но и царей!» — «Как же не признаю богов, возразил Феодор, – если прямо говорю, что ты богами обижен!» (Diog. Laert. II  101).
- [Когда Стильпон сказал, что Афина не бог, а богиня] Феодор по прозвищу Бог сказал в насмешку: «Откуда он это знает? Что он ей, подол поднимал?» (Diog. Laert. II 116).